# Едвін П. Фішер
Едвін П. Фішер (англ. Edwin P. Fischer; 3 жовтня 1872 — 1947) — колишній американський тенісист.
Найвищу одиночну позицію світового рейтингу — 5 місце досяг 1896 року (рейтинг у США).
Перемагав на турнірах Великого шолома в змішаному парному розряді. Завершив кар'єру 1900 року.

## Біографія
Едвін Фішер чотири рази вигравав титул чемпіона США в змішаному парному розряді на національних чемпіонатах. У 1894, 1895 і 1896 роках він виграв титул з Джульєттою Аткінсон, а в 1898 році він виграв свій четвертий титул у партнерстві з Керрі Нілі. Чемпіонат у змішаному парному розряді розігрувався у крикетному клубі Філадельфії.
Його найкращий результат в чоловічому одиночному розряді припав на 1896 рік, коли він дійшов до півфіналу, в якому його переміг Білл Ларнед. У 1897 році він знову зазнав поразки від Ларнеда, цього разу у чвертьфіналі.
У липні 1896 року він виграв турнір «Смокінг» у Нью-Йорку, перемігши чемпіона 1894 і 1895 років Малкольма Чейза. Фішер був триразовим фіналістом чемпіонату Канади у 1896, 1897 і 1906 роках. Він посів друге місце на національному чемпіонаті з тенісу в приміщенні 1906 року в Нью-Йорку.
Його найвищий рейтинг в американському одиночному розряді був №5 у 1896 році. 5 у 1896 році, і він входив до топ-10 протягом чотирьох років.

## Фінали турнірів Великого шолома

### Мікст (4 перемоги)
| Результат | Рік  | Турнір        | Покриття | Партнер           | Суперники                              | Рахунок       |
| --------- | ---- | ------------- | -------- | ----------------- | -------------------------------------- | ------------- |
| Перемога  | 1894 | Чемпіонат США | Трава    | Джульєтт Аткінсон | Місс. Макфадден Ґустав Ремак, мол.     | 6–3, 6–2, 6–1 |
| Перемога  | 1895 | Чемпіонат США | Трава    | Джульєтт Аткінсон | Емі Вільямс (тенісистка) Мантл Філдінґ | 4–6, 8–6, 6–2 |
| Перемога  | 1896 | Чемпіонат США | Трава    | Джульєтт Аткінсон | Емі Вільямс Мантл Філдінґ              | 6–2, 6–3, 6–3 |
| Перемога  | 1898 | Чемпіонат США | Трава    | Каррі Нілі        | Гелен Чепмен J.A. Hill                 | 6–2, 6–4, 8–6 |